# Фиттипальди, Кристиан
Кристиа́н Фиттипа́льди (порт. Christian Fittipaldi, Сан-Паулу, 18 января 1971) — бразильский автогонщик, пилот Формулы-1. Чемпион Формулы-3000 1991 года. Сын бывшего гонщика и владельца команды Формулы-1 Вилсона Фиттипальди, племянник двукратного чемпиона мира Формулы-1 и победителя «Инди-500» Эмерсона Фиттипальди и дядя пилотов Формулы-2 Энцо Фиттипальди и Индикара Пьетро Фиттипальди.

## Биография
С 1982 по 1987 год занимался картингом. В 1988 году стал вице-чемпионом Бразилии в Формуле-Форд, в 1989 году — чемпионом Бразилии в Формуле-3. На следующий год выиграл южноамериканский чемпионат Формулы-3, в 1991 году стал чемпионом международной Формулы-3000. В 1992 году дебютировал в Формуле-1, выступая за команду «Минарди», завоевал одно очко в Японии. На квалификации Гран-при Франции 1992 года попал в аварию, травмировал спину и был вынужден пропустить три этапа чемпионата. В 1993 году продолжил выступления за «Минарди», дважды зарабатывал очки на этапах и в итоге занял тринадцатое место в чемпионате. На следующий год провёл полный сезон в команде «Футуорк». В 1995 году перешёл в американский чемпионат CART, где выступал до 2002 года (лучший результат — две победы в гонках в 1999 и 2000 году и пятое место по итогам чемпионата в 2002 году). В 2003 году провёл сезон в НАСКАР, с 2004 года участвует в серии Гранд-Ам.

## Результаты гонок в Формуле-1
| Легенда к таблице |                                                                    |
| --- | ------------------------------------------------------------------ |
| В таблице перечислены результаты всех Гран-при Формулы-1, в которых принимал участие гонщик. Строками таблицы являются сезоны, столбцами — этапы чемпионата мира. В каждой клетке указаны сокращённое название этапа и результат, дополнительно обозначенный цветом. Расшифровка обозначений и цветов представлена в нижеследующей таблице. |                                                                    |
| \| Пример \| Описание \| \| ------------ \| ------------------------------------------------------------------ \| \| 1 \| Победитель \| \| 2 \| Второе место \| \| 3 \| Третье место \| \| 5 \| Финишировал, заработав очки \| \| Сход \| Не финишировал, но при этом заработал очки \| \| 12 \| Финишировал, не получив очков \| \| НКЛ \| Финишировал, но не попал в финальную классификацию \| \| 15 \| Участвовал вне зачёта, либо по отдельной классификации \| \| 18 \| Не финишировал, но попал в финальную классификацию \| \| Сход \| Не финишировал \| \| НКВ \| Не прошёл квалификацию \| \| НПКВ \| Не прошёл предквалификацию \| \| ДСК \| Дисквалифицирован \| \| ИСК \| Исключён из протокола соревнований \| \| ТТ \| Заявлен для участия только в тренировках \| \| НС \| Участвовал в квалификации, но не стартовал в гонке \| \| Т \| Травмирован или болен \| \| ОТК \| Отказ от участия \| \| НТР \| Прибыл на соревнования, но на трассу не выезжал \| \| НПР \| Был заявлен в числе участников, но не прибыл к началу соревнований \| \| О \| Соревнования отменены \| \| \| Не участвовал \| \| Поул-позиция \| \| \| Быстрый круг \| \| |                                                                    |
| Пример | Описание                                                           |
| 1 | Победитель                                                         |
| 2 | Второе место                                                       |
| 3 | Третье место                                                       |
| 5 | Финишировал, заработав очки                                        |
| Сход | Не финишировал, но при этом заработал очки                         |
| 12 | Финишировал, не получив очков                                      |
| НКЛ | Финишировал, но не попал в финальную классификацию                 |
| 15 | Участвовал вне зачёта, либо по отдельной классификации             |
| 18 | Не финишировал, но попал в финальную классификацию                 |
| Сход | Не финишировал                                                     |
| НКВ | Не прошёл квалификацию                                             |
| НПКВ | Не прошёл предквалификацию                                         |
| ДСК | Дисквалифицирован                                                  |
| ИСК | Исключён из протокола соревнований                                 |
| ТТ | Заявлен для участия только в тренировках                           |
| НС | Участвовал в квалификации, но не стартовал в гонке                 |
| Т | Травмирован или болен                                              |
| ОТК | Отказ от участия                                                   |
| НТР | Прибыл на соревнования, но на трассу не выезжал                    |
| НПР | Был заявлен в числе участников, но не прибыл к началу соревнований |
| О | Соревнования отменены                                              |
| | Не участвовал                                                      |
| Поул-позиция |                                                                    |
| Быстрый круг |                                                                    |

| Год  | Команда | 1        | 2        | 3        | 4        | 5        | 6       | 7      | 8       | 9      | 10     | 11       | 12       | 13      | 14     | 15    | 16    | Место | Очки |
| ---- | ------- | -------- | -------- | -------- | -------- | -------- | ------- | ------ | ------- | ------ | ------ | -------- | -------- | ------- | ------ | ----- | ----- | ----- | ---- |
| 1992 | Минарди | ЮАР Сход | МЕК Сход | БРА Сход | ИСП 11   | САН Сход | МОН 8   | КАН 13 | ФРА НКВ | ВЕЛ Т  | ГЕР Т  | ВЕН Т    | БЕЛ НКВ  | ИТА НКВ | ПОР 12 | ЯПО 6 | АВС 9 | 17    | 1    |
| 1993 | Минарди | ЮАР 4    | БРА Сход | ЕВР 7    | САН Сход | ИСП 8    | МОН 5   | КАН 9  | ФРА 8   | ВЕЛ 12 | ГЕР 11 | ВЕН Сход | БЕЛ Сход | ИТА 8   | ПОР 9  | ЯПО   | АВС   | 13    | 5    |
| 1994 | Футуорк | БРА Сход | ТИХ 4    | САН 13   | МОН Сход | ИСП Сход | КАН ДСК | ФРА 8  | ВЕЛ 9   | ГЕР 4  | ВЕН 14 | БЕЛ Сход | ИТА Сход | ПОР 8   | ЕВР 17 | ЯПО 8 | АВС 8 | 15    | 6    |